# Roger Lambrecht
Roger Lambrecht (Sint-Joris-ten-Distel, Beernem, 1 de gener de 1916 - Saint-Pol-de-Léon, França, 4 d'agost de 1979) va ser un ciclista belga que fou professional entre 1945 i 1954. Es va establir a França. Durant aquests anys va assolir 18 victòries, les més destacades són dues etapes al Tour de França.

## Palmarès[3]
- 1946
  - 1r del Circuit de l'Aulne
  - 1r del Critèrium de Callac
- 1947
  - Vencedor d'una etapa del Tour de Finisterre
  - Vencedor d'una etapa del Tour de l'Oest
- 1948
  - 1r del Gran Premi de Redon
  - 1r del Premi d'Hautmont
  - 1r de la Plonéour-Lanvern
  - 1r de la Dijon-Lió
  - Vencedor d'una etapa del Critèrium Maine-Normandie-Anjou
  - Vencedor d'una etapa al Tour de França
- 1949
  - 1r del Gran Premi de Redon
  - 1r del Gran Premi de l'Equipes
  - 1r del Critèrium de Sint-Niklaas-Waas
  - Vencedor d'una etapa al Tour de França
  - Vencedor d'una etapa del Critèrium del Dauphiné Libéré
- 1952
  - 1r del Gran Premi de Gros Horloge a Rouen
  - 1r del Premi de Saint-Pol de Léon
  - Vencedor d'una etapa del Circuit de Finisterre

### Resultats al Tour de França
- 1948. 7è de la classificació general. Vencedor d'una etapa i porta el mallot groc durant dues etapes
- 1949. 11è de la classificació general. Vencedor d'una etapa i porta el mallot groc durant una etapa
- 1950. 13è de la classificació general